# Глоушек, Адам
А́дам Гло́ушек (чеш. Adam Hloušek; 20 декабря 1988, Турнов, ЧССР) — чешский футболист, защитник клуба «Тринити Злин».

## Карьера

### Клубная
В 2009 году Адам выиграл приз в номинации «Талант Года» премии Футболист года в Чехии.
3 января 2012 года агент футболиста Павел Паска объявил, что его подопечный переходит в стан «Нюрнберга».
В июне 2014 года Глоушек перешёл в «Штутгарт», подписав контракт до 2018 года.

### Статистика выступлений за сборную
| Матчи за сборную Чехии | Матчи за сборную Чехии | Матчи за сборную Чехии | Матчи за сборную Чехии | Матчи за сборную Чехии | Матчи за сборную Чехии  | Матчи за сборную Чехии |
| ---------------------- | ---------------------- | ---------------------- | ---------------------- | ---------------------- | ----------------------- | ---------------------- |
| №                      | Дата                   | Оппонент               | Счёт                   | Голы                   | Соревнование            |                        |
| 1                      | 14 октября 2009        | Северная Ирландия      | 0:0                    | -                      | Отборочный матч ЧМ-2010 |                        |
| 2                      | 15 ноября 2009         | ОАЭ                    | 0:0                    | -                      | Товарищеский турнир     |                        |
| 3                      | 18 ноября 2009         | Азербайджан            | 0:2                    | -                      | Товарищеский турнир     |                        |
| 4                      | 25 марта 2011          | Испания                | 1:2                    | -                      | Отборочный матч ЧЕ-2012 |                        |
| 5                      | 29 марта 2011          | Лихтенштейн            | 2:0                    | -                      | Отборочный матч ЧЕ-2012 |                        |
| 6                      | 5 марта 2014           | Норвегия               | 2:2                    | -                      | Товарищеский матч       |                        |
| 7                      | 31 марта 2015          | Словакия               | 0:1                    | -                      | Товарищеский матч       |                        |
| 8                      | 22 марта 2017          | Литва                  | 3:0                    | -                      | Товарищеский матч       |                        |

## Характеристика
Основная позиция — левый защитник, но также Глоушек может играть на позиции полузащитника и вингера.

## Достижения
«Легия»
- Чемпион Польши (3): 2015/16, 2016/17, 2017/18
- Обладатель Кубка Польши (2): 2015/16, 2017/18